# 72632 Coralina
72632 Coralina è un asteroide della fascia principale. Scoperto nel 2001, presenta un'orbita caratterizzata da un semiasse maggiore pari a 3,1889271 au e da un'eccentricità di 0,1254047, inclinata di 6,53592° rispetto all'eclittica.
L'asteroide è dedicato all'omonimo coro di voci femminili della località svizzera di Gnosca.